# Маїда
Маїда (італ. Maida, сиц. Majida) — муніципалітет в Італії, у регіоні Калабрія,  провінція Катандзаро.
Маїда розташована на відстані близько 480 км на південний схід від Риму, 21 км на захід від Катандзаро.
Населення — 4522 особи (2014).
Щорічний фестиваль відбувається 2 квітня. Покровитель — Франциск із Паоли (San Francesco di Paola).

## Демографія
Населення за роками:

Станом на 1 січня 2023 року в муніципалітеті офіційно проживало 516 іноземців з 24 країн, серед них 389 громадян країн Євросоюзу та 10 громадян України.

## Сусідні муніципалітети
- Караффа-ді-Катандзаро
- Кортале
- Феролето-Антіко
- Якурсо
- Ламеція-Терме
- Марчеллінара
- П'янополі
- Сан-Флоро
- Сан-П'єтро-а-Маїда